# Kanton Châteauneuf-sur-Charente
Der Kanton Châteauneuf-sur-Charente war bis 2015 ein französischer Wahlkreis im Département Charente und in der damaligen Region Poitou-Charentes. Er umfasste 15 Gemeinden im Arrondissement Cognac; sein Hauptort (frz.: chef-lieu) war Châteauneuf-sur-Charente. Die landesweiten Änderungen in der Zusammensetzung der Kantone brachten im März 2015 seine Auflösung.
Der Kanton Châteauneuf-sur-Charente war 147,40 km2 groß und hatte 8043 Einwohner (Stand: 2012).

## Gemeinden
| Gemeinde                 | Einwohner Jahr | Fläche km² | Bevölkerungsdichte | Code INSEE | Postleitzahl |
| ------------------------ | -------------- | ---------- | ------------------ | ---------- | ------------ |
| Angeac-Charente          | 363 (2013)     | –          | – Einw./km²        | 16013      | 16120        |
| Birac                    | 368 (2013)     | –          | – Einw./km²        | 16045      | 16120        |
| Bonneuil                 | 262 (2013)     | –          | – Einw./km²        | 16050      | 16120        |
| Bouteville               | 328 (2013)     | –          | – Einw./km²        | 16057      | 16120        |
| Châteauneuf-sur-Charente | 3.429 (2013)   | –          | – Einw./km²        | 16090      | 16120        |
| Éraville                 | 213 (2013)     | –          | – Einw./km²        | 16129      | 16120        |
| Graves-Saint-Amant       | 339 (2013)     | –          | – Einw./km²        | 16297      | 16120        |
| Malaville                | 427 (2013)     | –          | – Einw./km²        | 16204      | 16120        |
| Mosnac                   | 460 (2013)     | –          | – Einw./km²        | 16233      | 16120        |
| Nonaville                | 193 (2013)     | –          | – Einw./km²        | 16247      | 16120        |
| Saint-Simeux             | 589 (2013)     | –          | – Einw./km²        | 16351      | 16120        |
| Saint-Simon              | 206 (2013)     | –          | – Einw./km²        | 16352      | 16120        |
| Touzac                   | 823 (2013)     | –          | – Einw./km²        | 16386      | 16120        |
| Vibrac                   | 301 (2013)     | –          | – Einw./km²        | 16402      | 16120        |
| Viville                  | 122 (2013)     | –          | – Einw./km²        | 16417      | 16120        |